# Prismatocarpus cliffortioides
Prismatocarpus cliffortioides är en klockväxtart som beskrevs av Robert Stephen Adamson. Prismatocarpus cliffortioides ingår i släktet Prismatocarpus och familjen klockväxter. Inga underarter finns listade i Catalogue of Life.